# Phase-locked loop
In de elektronica is een phase-locked loop (PLL) een regelsysteem met een gesloten lus dat een uitgangssignaal genereert in functie van de frequentie en fase van het ingangssignaal. Meestal gebeurt dit door automatisch de frequentie van een gecontroleerde oscillator aan te passen, totdat deze met eenzelfde frequentie en fase als het ingangssignaal trilt.
Dit mechanisme wordt zeer veel gebruikt bij radio, telecommunicatie, computers en andere elektronische apparaten waar het gewenst is een signaal te stabiliseren of waar het gewenst is een signaal terug te vinden in de ruis. Omdat tegenwoordig een IC een volledig PLL-systeem kan bevatten, wordt de techniek zeer breed gebruikt in de elektronica, voor signalen van een fractie van een hertz tot ettelijke gigahertz.

## Structuur en functie
Phase-locked loops kunnen zowel analoog als digitaal uitgewerkt worden. Beide gebruiken dezelfde structuur.

## Blokdiagram
Zowel analoge als digitale PLL-circuits bestaan uit drie basiselementen:
- een fasedetector,
- een variabele oscillator
- een feedbackpad (meestal met een frequentiedeler).

## Mechanische gelijkenis
Je kan dit vergelijken met het muzikaal stemmen van instrumenten. Als je een gitaar stemt met een stemvork, zal je een snaar hoger of lager opspannen totdat deze op net dezelfde frequentie trilt als deze van de stemvork.

## Digitale phase-locked loops
Digitale PLL-circuits worden dikwijls gebruikt in communicatie- en computertoepassingen, zowel om frequenties te genereren vanaf een basisklok (bijvoorbeeld in een klokgenerator op een moederbord) als het moduleren en demoduleren van seriële communicatie, zoals RS-232 of S/PDIF.
De structuur van digitale PLL's is meestal een versimpelde versie van analoge PLL's. Het controlemechanisme bestaat uit een finite state machine. De fasedetector wordt een simpele comparator. De oscillator kan men vervangen door een simpele klok (bijvoorbeeld een kristal).
De meeste digitale PLL's kan men heel simpel in een hardwarebeschrijvingstaal zoals VHDL specificeren, en digitale PLL's worden dan ook regelmatig met het bijbehorende systeem in één Programmable Logic Array of FPGA gebouwd.

## Analoge phase-locked loop

### Basisuitvoering
Analoge PLL's bestaan meestal uit een fasedetector, low pass-filter en een voltage-controlled oscillator (VCO) met een negatieve feedback. De vrijloopfrequentie van de VCO zal het lockgebied van de PLL vastleggen, en vaak wordt de regelspanning van de VCO in zo'n situatie gebruikt als (gedemoduleerde) uitgang. Een bekende toepassing hierin is de FM-radio.
Een bekend analoog PLL-IC is de NE565 van Philips.